# Knight Rider (datorspel)
Knight Rider är ett racingspel till NES, löst baserat på TV-serien med samma namn.

### Fotnoter
1. 1 2 3 4 5  ”Release information”. GameFAQs. Arkiverad från originalet den 25 juli 2008. https://web.archive.org/web/20080725222244/http://www.gamefaqs.com/console/nes/data/587392.html. Läst 27 april 2014.
2. 1 2  ”Knight Rider”. NES DB. 2 mars 1988. Arkiverad från originalet den 27 april 2014. https://web.archive.org/web/20140427205748/http://www.nesdb.se/game_more.php?id=836&rid=3. Läst 27 april 2014.